# Beffroi
Beffroiklokketårne i Belgien og Frankrig er et verdensarvsområde med 33 tårne i Belgien (26 tårne i Flandern og 7 tårne i Wallonien) samt 23 tårne i Frankrig. 
Beffroi (fransk) (nederlandsk: belfort, tysk: Belfried) er en type klokkestol, klokkestabel.
Beffroi er en tårnlignende bygning forsynet med en anordning til ophængning af klokker. I middelalderen ringede myndighedspersoner med klokkerne for at forsamle indbyggerne fra nærliggende byer. Senere sammenbyggedes klokketårnene med byernes rådhuse i monumentale offentlige bygninger.
32 klokketårne af typen beffroi i Flandern og Vallonien i Belgien blev indskrevet på UNESCOs Verdensarvsliste i 1999, listen er i 2005 udvidet med yderligere ét tårn i Belgien og 23 beffrois i Nordfrankrig.

## Galleri
Den ældste beffroi i Belgien er i Tournai:
- Set på afstand
- Øverste halvdel
- Toppen
- Beffroi i Brügge

## Ekstern henvisning
- UNESCO World Heritage Centre – Belfries of Belgium and France